# Хима (футбольный клуб)
«Хима» — бывший таджикистанский футбольный клуб из Душанбе. Серебряный призёр чемпионата Таджикистана 2006 года.

## История
Клуб был основан в 1954 году.
«Хима» в течение трёх сезонов выступала в высшей лиге чемпионата Таджикистана по футболу, выиграв турнир в первой лиге сезона-2004.
Дебютный матч на высшем уровне команда провела 28 марта 2005 года на выезде против «Регара-ТадАЗ» из Курган-Тюбе (1:3), первый гол забил Станислав Джураев. В 2005 году «Хима» заняла 6-е место среди 10 команд, набрав 23 очка в 19 матчах. В Кубке страны выбыла в четвертьфинале. 
В сезоне-2006 «Хима» завоевала серебряные медали чемпионата Таджикистана, набрав в 22 матчах 54 очка и уступив одно очко «Регару-ТадАЗ». Кроме того, команда дошла до финала Кубка страны, в котором также проиграла «Регару-ТадАЗ» — 1:2.
В сезоне-2007 «Хима» заняла 5-е место, набрав в 20 играх 33 очка. Лучшим снайпером чемпионата стал нападающий «Химы» Сухроб Хамидов, забивший 21 мяч. В Кубке Таджикистана команда вновь дошла до финала, в котором уступила «Парвозу» — 0:1.
По окончании сезона клуб был расформирован.

## Достижения
- Серебряный призёр чемпионата Таджикистана (1): 2006.